# Yamazaki Distillery
Yamazaki Distillery et et whiskydestilleri i Japan, der ligger nær Osaka og ejes af Suntory. Yamakazi blev grundlagt i 1923 af Shinjiro Torii og var Japans første whiskydestilleri.
Yamakazi er i vore dage Japans mest populære single malt whisky, og de mest udbredte udgaver er 12 års og 18 års whiskyer.